# Jawa 50/21 Sport

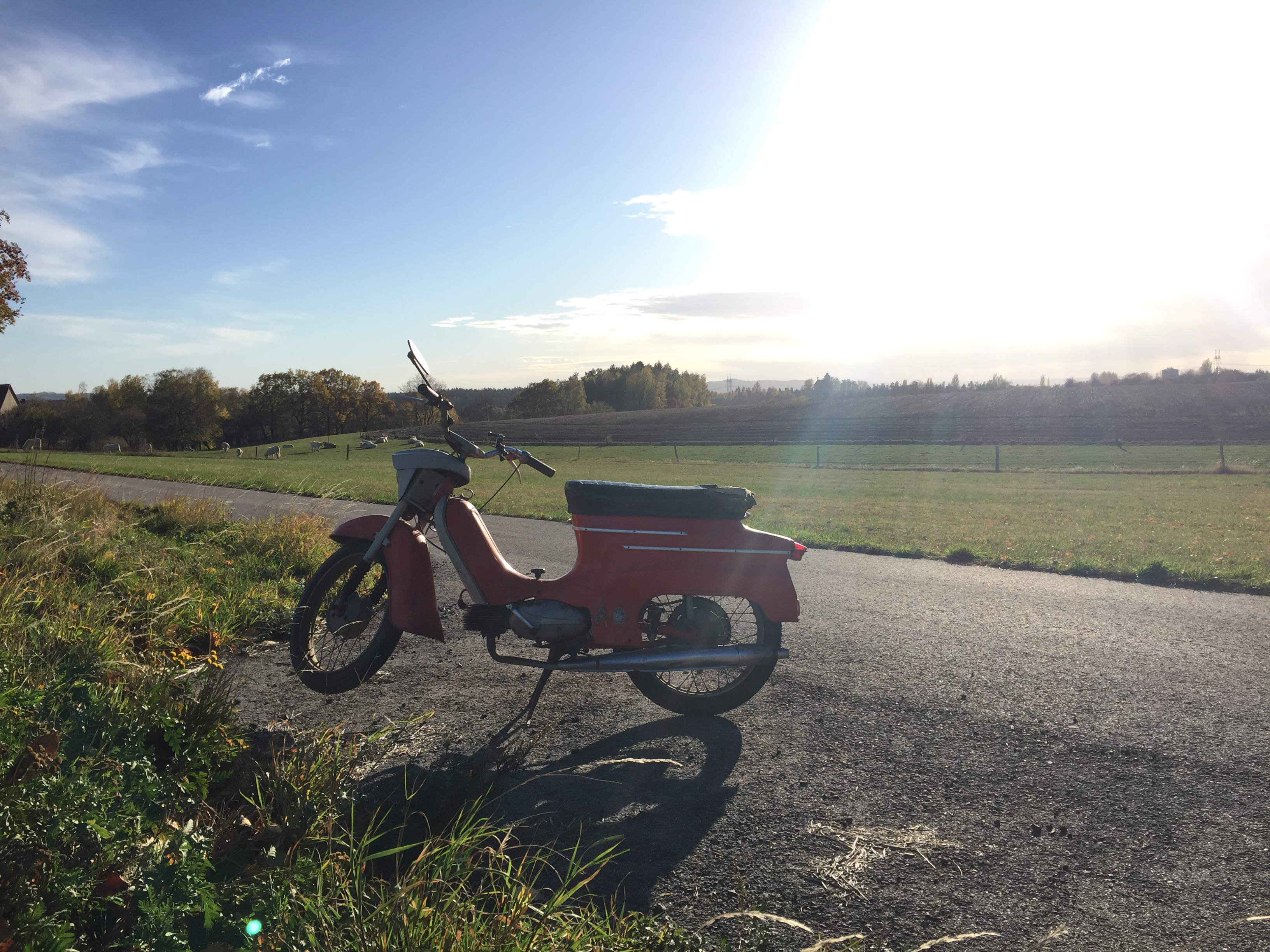
Jawa 50/21 Sport

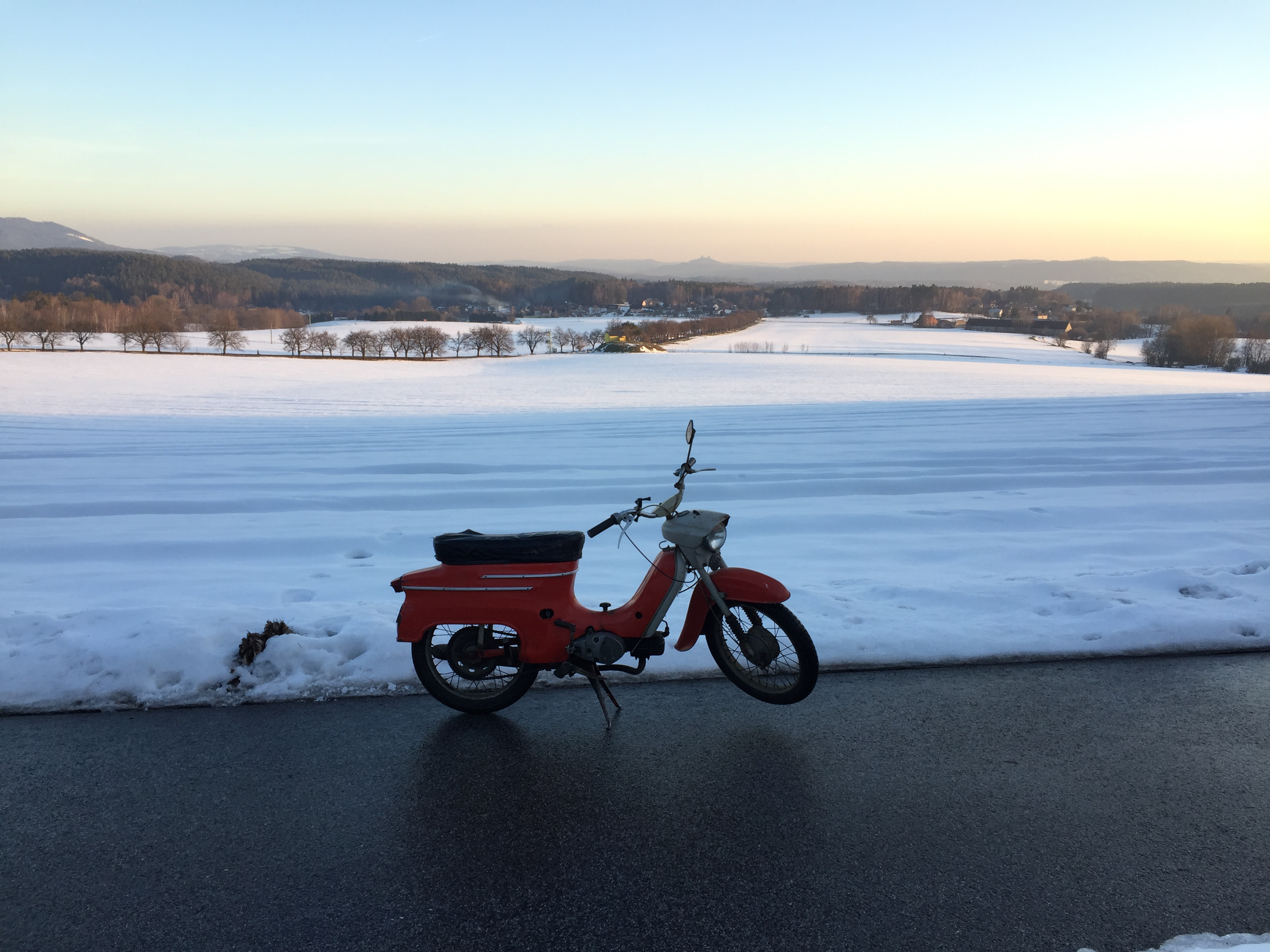
Jawa Pionýr 50/21 Sport

Jawa 50/21 Sport je malý motocykl ze série "Pionýr" vyráběný v Považských strojírnách v Československu na Slovensku. Byl vyráběn od roku 1967, kdy nahradil předešlý Pionýr 05 sport. Má motor se zdvihovým objemem 49,9 cm³. Většina byla exportována, a tak byl občasně nedostatkovým zbožím.

## Historie
Jawa 50/21 Sport měla nahradit předešlý model Jawa 50/05 Sport. Doposud produkce malých motocyklů z Považské Bystrice oslovovala širokou veřejnost, využívající služeb Pionýra ke konzumním či rekreačním účelům. Slovenští konstruktéři, ale chtěli oslovit i mladé a především sportovně motoristicky nadané zájemce. Tak se na trh dostala v roce 1967 jakožto odlehčená a sportovní varianta Jawy 50/20. Poptávka byla po tomto stroji vždy velká, ale objem výroby oproti ostatním byl výrazně menší a přednost měl vždy vývoz do zahraničí, než tuzemský prodej. A na rozdíl od předešlé motorky Jawy 50/05 Sport, která neměla typové označení, tato ho dostala. Oproti "skútrovému" typu Jawy 50/20 měla Jawa 50/21 Sport "bříško" místo "revmaplechů" (místo krytu na nohy pouze stupačky).

## JAWA 221
U modelu JAWA 21 proběhla modernizace v roce 1975. Modernizace se týkala pouze vzhledu a elektroinstalace (světelný výkon 30W místo 20W). Byl zjednodušen zadní podsedlový plech, který byl z tenčího plechu a bez zpevňovacích prolisů a hliníkových lišt. Na tomto plechu byly samolepky "JAWA". na začátku roku 1977 byl změněn název na JAWA 221. Vzhled zůstal beze změn, pouze místo samolepek byly nápisy stříkány barvou. Toto provedení vydrželo až do konce výroby na konci roku 1977.

## Technické parametry
Zdroj informací

### Motor
- Ležatý dvoudobý jednoválec chlazený vzduchem
- Kompresní poměr 9,2 : 1
- Výkon 3,5 k (2,6 kW) při 6500 ot/min
- Maximální rychlost 65 km/h
- Průměrná spotřeba 2,3 l/100 km nebo 3,2 l/100 km při plném zatížení
- Mazání 1 : 30
- Karburátor Jikov 2917 PSb (hlavní tryska 68, volnoběžná 38)
- Zapalování setrvačníkový magnet PAL
- Světelný výkon 20 W (od roku 1975 30 W)
- Zapalovací cívka 8 V

### Převodové ústrojí
- Převodovka třístupňová
- Spojka dvoulamelová v olejové lázni
- Primární převod (poměr) 2,43 : 1 (14/34 zubů)
- Primární převod (řetěz) válečkový řetěz (ČZ – Favorit 3/8″ x 3/8″ – 44 článků)
- Sekundární převod (poměr) 4,58 : 1 (12/55) nebo 4,23 : 1 (13/55)
- Sekundární převod (řetěz) válečkový řetěz (12,7×5,2 – 109+1 článek)

### Podvozek
- Řazení nožní pákou na levé straně
- Rám svařovaný z ocelových trubek čtvercového profilu
- Přední vidlice teleskopická bez tlumení, zdvih propružení 90 mm
- Zadní vidlice kyvná vidlice, odpružení dvěma samostatnými pružícími jednotkami s kapalinovými tlumiči, zdvih propružení 85 mm
- Zadní brzda celonábojová bubnová, Ø 125/20 mm
- Přední brzda celonábojová bubnová, Ø 125/20 mm
- Objem palivové nádrže 5,5 l (rezerva 0,75 l)

## Výroba
Jawa 50/21 Sport se vyráběl od roku 1967–1977 a mezi tímto obdobím se vyrobilo 114 994 ks. Poptávka po tomto typu byla vždy velká, jelikož se více exportoval než dostával na domácí trh, byl tento pionýr nadále "horké zboží", ke kterému se dostal jen málokdo. Především později, když se motocykly dostaly do rukou mladých jezdců, byly "dvacítky" kolikrát hodně amatérsky upravovány po vzoru "jednadvacítek". Skutečně originálních motocyklů Jawa 21 Sport je ale poměrně málo. Výroba byla ukončena v roce 1977, kdy nadále v nabídce zůstalo jen skútrové provedení Jawa 50/20 a sportovní Jawa 50/23 Mustang.